# Venaria Reale (Colorno)
La Venaria Reale, nota anche come Veneria Reale e Venaria Ducale, è un complesso di edifici dalle forme neoclassiche, situato in via Suor Maria 7 a Colorno, in provincia di Parma; vi ha sede il Circolo Maria Luigia.

## Storia
Nel 1751 il duca Filippo di Borbone incaricò l'architetto di Corte Jean Marie Bigaud di costruire nei pressi del monumentale Palazzo Ducale un casino sviluppato su due livelli, che potesse ospitare, oltre agli inservienti, i cani e le attrezzature per la caccia, sua grande passione.
I lavori iniziarono nel 1753, ma presto subentrò il nuovo architetto di Corte Ennemond Alexandre Petitot, che apportò significative modifiche al progetto, adeguandolo ai nuovi gusti neoclassici. Inizialmente furono realizzati il corpo principale e i due padiglioni sul retro ai fianchi del giardino, chiuso da una cancellata curvilinea; l'anno seguente furono avviate le opere di costruzione di due ali ai lati dell'edificio centrale, mentre due anni dopo furono aggiunte le due scuderie a est e ovest del grande cortile anteriore, in cui furono scavate due vasche per abbeverare gli animali; a coronamento dei due prospetti laterali furono aggiunte, a opera di Jean-Baptiste Boudard, due grandi sculture in terracotta raffiguranti scene di caccia, mentre sul fastigio in sommità all'edificio centrale, ribattezzato Vénerie Royal, fu collocato lo stemma borbonico. Alla fine del 1756 l'intero complesso di sette edifici, disposti simmetricamente e scenograficamente al termine di un lungo viale tracciato in asse con il ponte sul torrente Parma, fu completato e riempito con cani e cavalli per la caccia.
Pochi anni dopo, in seguito alla morte di Filippo di Borbone, per ridurre le spese il ministro ducale Guillaume du Tillot alienò tutti gli animali ospitati nella Venaria e il complesso fu adibito a palazzina di riserva e teatro all'aperto; dal 1775 per quattro anni il lungo viale fu utilizzato come sede di una fiera annuale, istituita dal duca Ferdinando e in precedenza ospitata per qualche tempo nella strada antistante il Casino di Riserva.
Agli inizi del XIX secolo, in età napoleonica, gli edifici furono ceduti al generale Pietro de Bournonville, che nel 1807 li alienò al commissario di Colorno Luigi Borsani; in quegli anni le vasche d'acqua furono sostituite con due porticati.
Verso il 1850 le due scuderie furono demolite, mentre verso la fine del secolo, in seguito alla realizzazione della strada per Sacca, fu innalzata una cancellata all'incrocio e fu piantumato un doppio filare di alberi ai lati del viale; il complesso, al centro di una vasta tenuta rurale, fu adibito a usi agricoli, con depositi, stalle e abitazioni dei mezzadri.
In seguito l'intera proprietà fu acquistata dagli Ospizi Civili, che successivamente furono trasformati nell'AUSL di Parma; nel 1954 l'amministrazione ristrutturò il complesso di edifici e nel 1975 destinò il corpo principale a sede dell'Assistenza Pubblica di Colorno, mentre le palazzine adiacenti iniziarono a sprofondare in un profondo declino.
Nel 2012 una convenzione fra l'AUSL e il Comune di Colorno stabilì la concessione in comodato gratuito del complesso al Comune per tre anni e la successiva cessione come oneri compensativi di urbanizzazione sia della Venaria sia dell'ex ospedale psichiatrico, situato all'interno dell'antico convento domenicano adiacente alla cappella ducale di San Liborio e alla Reggia. Iniziarono allora i primi interventi volti al recupero degli spazi interni del corpo principale del complesso, che divenne sede del Circolo Maria Luigia al livello terreno e di camere per gli studenti della Scuola Internazionale di Cucina (ALMA) al primo piano.

## Descrizione

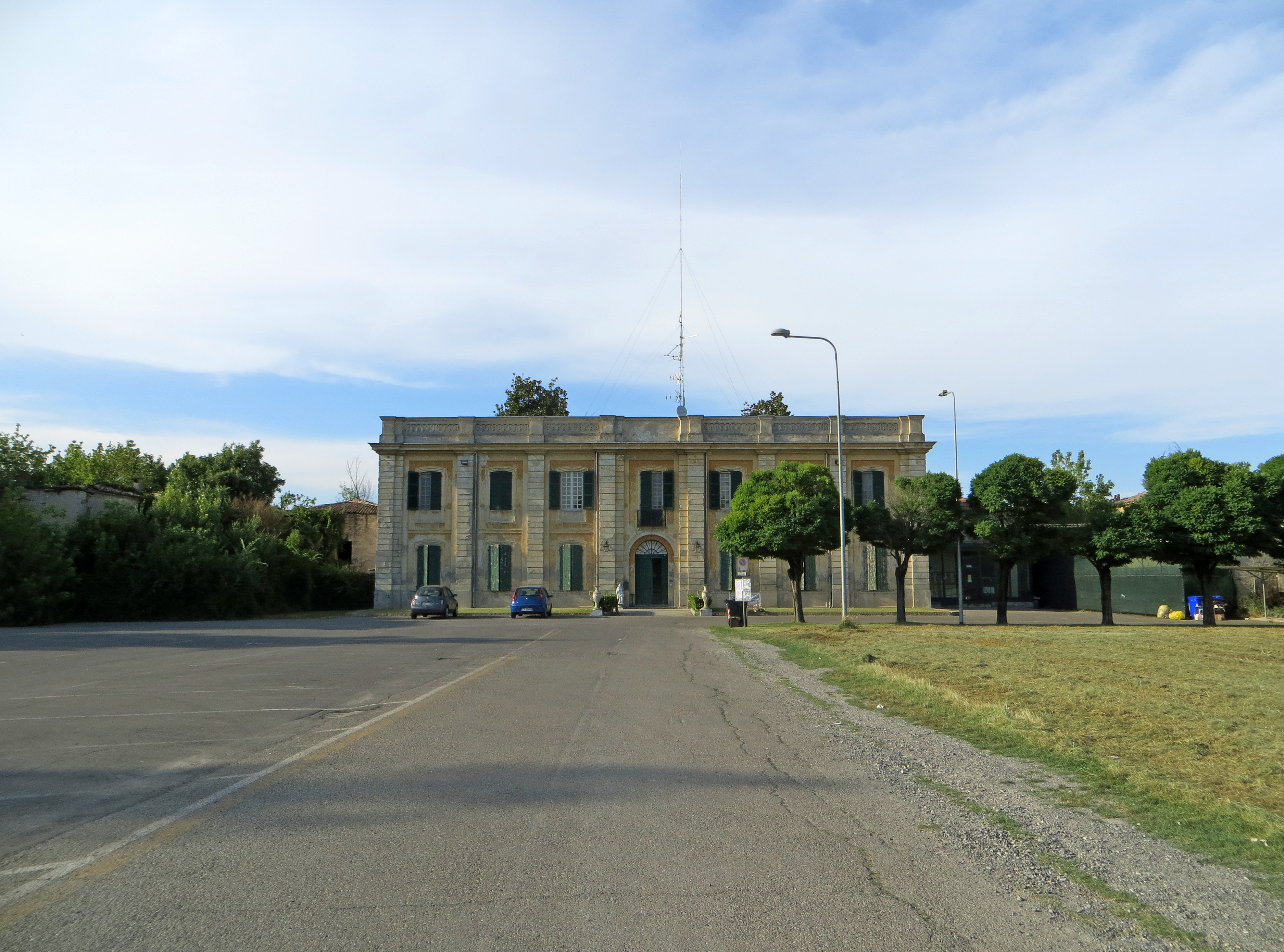
Facciata

Il complesso della Venaria Reale si sviluppa in cinque edifici distinti, interamente intonacati, disposti simmetricamente attorno al corpo principale a due livelli; le due palazzine più prossime a quest'ultimo creano una corte con giardino sul retro, mentre i restanti due sono disposti esternamente in aggetto rispetto alle facciate anteriori.
Il corpo centrale rettangolare, concepito scenograficamente al termine del viale alberato oggi in parte non più esistente, è suddiviso verticalmente, sulle fronti opposte principali, in sette parti da una serie di lesene in finto bugnato; al di sopra si sviluppa un grande cornicione in aggetto, su cui poggia un'elegante balaustra in muratura, che, coronando l'intero perimetro dell'edificio, nasconde le falde del tetto; nella porzione centrale di entrambi i prospetti, è posizionato l'ampio portale d'ingresso ad arco a tutto sesto, inquadrato da una cornice scanalata, mentre al primo livello si apre una portafinestra con balconcino.
Sul retro, in asse con il viale e i due ingressi opposti del corpo centrale, si estende il giardino, suddiviso in quattro aiuole da due vialetti che si intersecano al centro, ove è collocata una fontana con statue. Sui fianchi si sviluppano simmetricamente due palazzine più basse, caratterizzate dalla successione di lesene e cornici, che inquadrano in alto eleganti finestre circolari, suddivise in gruppi di tre; mentre l'edificio ad est, benché degradato, risulta ancora agibile, quello ad ovest versa in pessime condizioni, avendo perduto anche la copertura del tetto. Il giardino è infine chiuso a nord da una cancellata in muratura e ferro battuto.
A sud entrambi i fabbricati laterali più esterni, anch'essi simmetrici, versano in stato di profondo degrado, risultando pericolanti.